# تیره (عشایر)
در ساختار اجتماعی عشایر ایران، تیره از مجموع چند رده کوچک‌تر تشکیل می‌شود که عمدتاً بعد از طایفه قرار دارد و رکن اصلی طایفه و ایل محسوب می‌شود. اساس تیره مبتنی بر پیوندهای خویشاوندی واقعی و اصل و نسبی از خط صلبی (پدری) است که همبستگی سیاسی، اجتماعی، اقتصادی و دفاع از منافع افراد عضو را به عهده دارد.